# 永長
永長（）は、日本の元号のひとつ。嘉保の後、承徳の前｡1096年から1097年までの期間を指す。この時代の天皇は堀河天皇。

## 改元
- 嘉保3年12月17日（ユリウス暦1097年1月3日） - 天変と地震により改元
- 永長2年11月21日（ユリウス暦1097年12月27日） - 承徳に改元

## 永長期におきた出来事
- 1096年（永長元〈12月までは嘉保3年〉）
  - 6月 - 庶民だけではなく貴族らをも巻き込んだ永長の大田楽が流行
  - 8月7日 - 田楽観覧が好きだった媞子内親王急死、衝撃を受けた実父の白河上皇が出家。水を差された形で田楽ブームが終息。
  - 10月 - 大宰府に来着の宋人のことを議する。
  - 12月17日 - 永長に改元

## 西暦との対照表
※は小の月を示す。
| 永長元年（丙子） | 一月      | 二月※  | 三月※ | 四月  | 五月※ | 六月※ | 七月  | 八月※ | 九月  | 十月  | 十一月 | 十二月※ |          |
| ---------------- | --------- | ------ | ----- | ----- | ----- | ----- | ----- | ----- | ----- | ----- | ------ | ------- | -------- |
| ユリウス暦       | 1096/1/28 | 2/27   | 3/27  | 4/25  | 5/25  | 6/23  | 7/22  | 8/21  | 9/19  | 10/19 | 11/18  | 12/18   |          |
| 永長二年（丁丑） | 一月      | 閏一月 | 二月※ | 三月※ | 四月  | 五月※ | 六月※ | 七月  | 八月※ | 九月  | 十月   | 十一月  | 十二月※  |
| ユリウス暦       | 1097/1/16 | 2/15   | 3/17  | 4/15  | 5/14  | 6/13  | 7/12  | 8/10  | 9/9   | 10/8  | 11/7   | 12/7    | 1098/1/6 |